# Moya (sieć stacji paliw)
Moya – ogólnopolska sieć stacji paliw należąca do polskiej spółki Anwim. Marka zadebiutowała na rynku w 2009 r. otwierając pierwszą stację w Mińsku Mazowieckim. W lipcu 2024 znalazła się na trzecim miejscu zestawienia największych sieci pod względem ilości stacji paliw w Polsce.
W listopadzie sieć składała się z 492 stacji (stan na 18.11.2024) działających w formule tradycyjnej z obsługą i sklepem oraz samoobsługowych pod oznaczonych jako MOYA express. Tempo rozwoju zakłada powstawanie około 50 nowych obiektów rocznie – w 2023 r. spółka dysponowała siecią składającą z 450 stacji.  W przeciągu 2024 sieć powiększyła się o 50 stacji, zamykając rok z liczbą 500 stacji. Sieć rozwija się głównie w oparciu o model franczyzowy — około 70% stacji działa w tym modelu. Stacje Moya obecne są we wszystkich województwach w Polsce.